# Neoregelia capixaba
Neoregelia capixaba är en gräsväxtart som beskrevs av Edmundo Pereira och Elton Martinez Carvalho Leme. Neoregelia capixaba ingår i släktet Neoregelia och familjen Bromeliaceae. Inga underarter finns listade i Catalogue of Life.